# Uloborus plumosus
Uloborus plumosus är en spindelart som beskrevs av Schmidt 1956. Uloborus plumosus ingår i släktet Uloborus och familjen krusnätsspindlar.
Artens utbredningsområde är Guinea. Inga underarter finns listade i Catalogue of Life.